# Xã Fruitland, Quận Muscatine, Iowa
Xã Fruitland (tiếng Anh: Fruitland Township) là một xã thuộc quận Muscatine, tiểu bang Iowa, Hoa Kỳ. Năm 2010, dân số của xã này là 2.534 người.